# 佩雷斯角

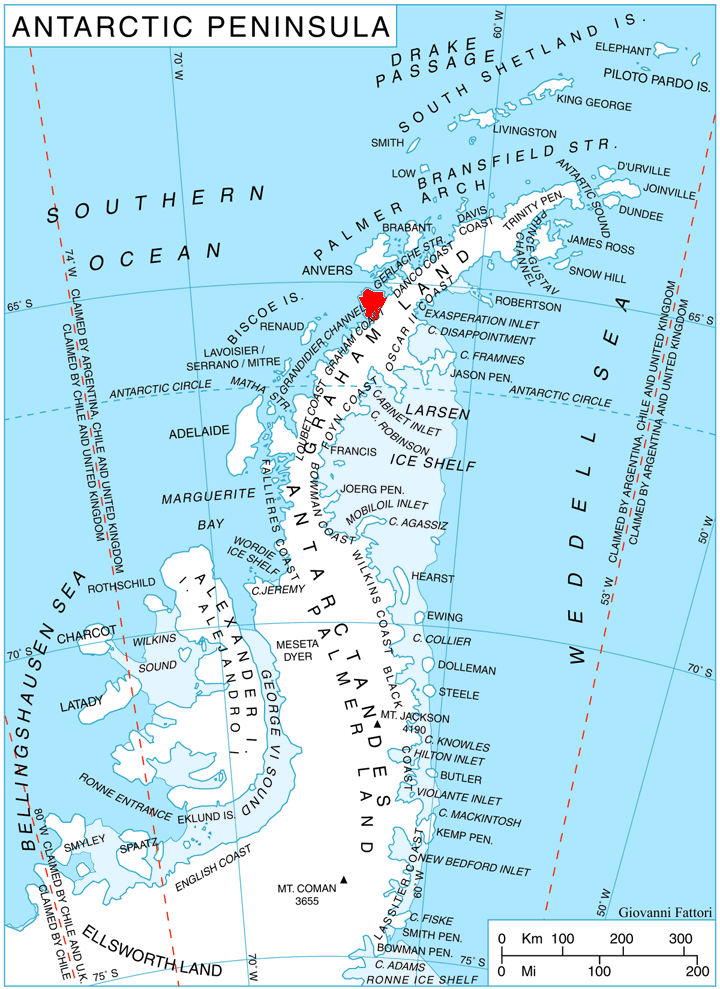

佩雷斯角（英語：Cape Pérez）是南極洲的海岬，位於葛拉漢地西岸的基輔半島，處於科林斯灣和比斯科奇灣之間，由比利時的探險隊發現，現時由南極條約體系管理。

## 外部連結
- SCAR Composite Gazetteer of Antarctica（页面存档备份，存于）.

65°24′S 64°6′W / 65.400°S 64.100°W